# Afonso Alves
Afonso Alves Martins Júnior (ur. 20 stycznia 1981 r. w Belo Horizonte) – brazylijski piłkarz grający na pozycji napastnika. Mierzy 185 cm.

## Kariera klubowa
Alves zaczynał karierę w rodzimym Atlético-MG w sezonie 2002–2003. Już po roku gry w Brazylii wyjechał do Europy. Jednakże nie był uważany za wielki talent, trafił do szwedzkiego Örgryte IS. W tym zespole Brazylijczyk strzelił 23 bramki w 39 meczach.

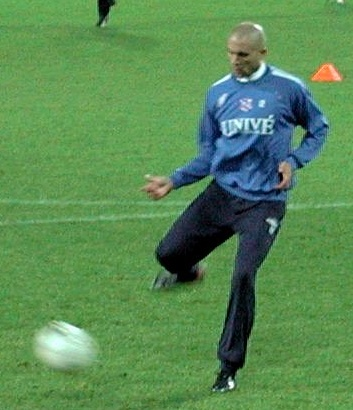
Afonso Alves

Zainteresowanie napastnikiem wykazało kilka silniejszych od Örgryte drużyn, a najlepszą ofertę złożyło Malmö FF, do którego Alves wkrótce przeszedł. Tu grał z podobną skutecznością - w 48 meczach strzelił 26 goli. Wraz z kolegami zdobył Mistrzostwo Szwecji. W czerwcu 2006 roku konkretną propozycję złożyło SC Heerenveen, którą Brazylijczyk przyjął. Holandia stanowiła dla wielu brazylijskich piłkarzy odskocznię do silniejszej ligi, m.in. dla Romário i Ronaldo. W sezonie 2006/2007 w 31 meczach strzelił aż 34 gole i został królem strzelców Eredivisie, mimo tego, że przez 4 tygodnie pauzował z powodu kontuzji. Zaraz po wyleczeniu kontuzji Alves wrócił do podstawowego składu i zdobył hat-tricka w spotkaniu z FC Twente, a w ostatniej kolejce z Feyenoordem, wygranym 5:1 strzelił 4 gole. Po świetnym sezonie Brazylijczykiem, który otrzymał Złotego Buta dla najlepszego strzelca lig europejskich, zainteresowały się m.in. Valencia CF, AFC Ajax, Everton F.C., Spartak Moskwa i FC Portsmouth. Szefowie Heerenveen pozostawali jednak nieugięci. Alves został w holenderskim zespole, ale z powodów pozasportowych w sezonie 2007/2008 pierwszy mecz rozegrał dopiero w 5. kolejce, natomiast drugie spotkanie - w 7. Był to niesamowity mecz w wykonaniu 26-letniego gracza - strzelił aż 7 bramek. Ostatecznie Heerenveen wygrało z Heracles Almelo 9-0, dwa pozostałe gole zdobył Gerald Sibon. W styczniu 2008, po wielu pertubacjach, trafił do Middlesbrough F.C. We wrześniu 2009 roku przeszedł do katarskiego klubu Al-Sadd podpisując 3-letni kontrakt. Po roku został wypożyczony do innego katarskiego klubu Al-Rajjan SC, który później zdecydował się na jego wykupienie. Ostatnim klubem w jego karierze był 
Al-Gharafa.

## Kariera reprezentacyjna
Afonso Alves w reprezentacji Brazylii debiutował 1 czerwca 2007 r. w meczu z Anglią na nowym stadionie Wembley, kiedy to w 72. minucie zmienił Kakę. Został powołany na Copa América 2007, gdzie wraz z kolegami zajął 1. miejsce, pokonując w finale Argentynę aż 3-0. Pierwszą bramkę strzelił 12 września 2007 w wygranym 3-1 towarzyskim spotkaniu z Meksykiem.